# Семёнов, Марк Иванович
Марк Иванович Семёнов (род. 30 июля 1930) — передовик советского сельского хозяйства, звеньевой совхоза «Пламя» Гатчинского района Ленинградской области, Герой Социалистического Труда (1966).

## Биография
Родился 30 июля 1930 года на территории современной Псковской области в крестьянской семье. В 1944 году во время Великой Отечественной войны начал свою трудовую деятельность. Стал работать почтальоном, затем был учеником сапожника, позже стал работать в колхозе «Победа» в Бежаницком райпромкомбинате Великолукской области. С 1954 года работал в совхозе «Пламя» Гатчинского района Ленинградской области. Обучился в Елизаветинском училище на тракториста. 
Был призван в ряды Советской Армии, после демобилизации два года проработал в городе, а затем вернулся в село. Первое время работал фуражиром. С лёгкостью осваивал картофелеводство. Постоянно участвовал в лекциях по этому направлению.
С 1961 года работал звеньевым механизированного звена по выращиванию семенного картофеля. С 1964 года член КПСС. Постоянно наращивал темпы производства картофеля. На личном примере подтвердил высокую рентабельность картофеля. С переходом на звеньевую систему, сумел удвоить урожай картофеля.   
Указом Президиума Верховного Совета СССР от 30 апреля 1966 года за успехи достигнутые в увеличении производства и заготовок картофеля Марку Ивановичу Семёнову присвоено звание Героя Социалистического Труда с вручением ордена Ленина и золотой медали «Серп и Молот».
В годы десятой пятилетки стал инициатором соревнований ленинградских земледельцев. Являлся наставником для молодых специалистов. Трудился в совхозе до выхода на заслуженный отдых.
Проживает в Гатчинском районе Ленинградской области.

## Награды
За трудовые успехи удостоен:
- золотая звезда «Серп и Молот» (30.04.1966)
- орден Ленина (30.04.1966)
- Орден Октябрьской Революции (24.02.1978)
- другие медали.
- Заслуженный механизатор сельского хозяйства РСФСР (1990).